# Porteur (métier)
Pour les articles homonymes, voir Porteur.

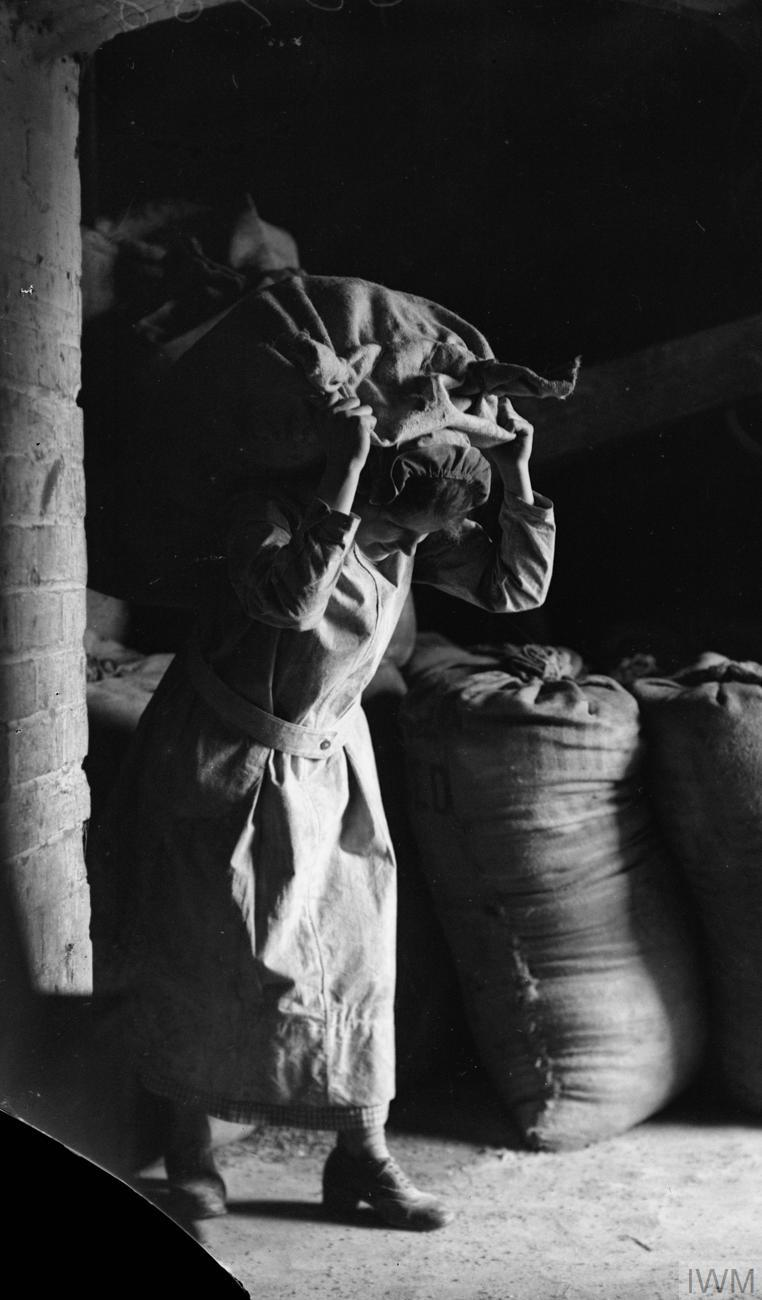
Porteuse de sac de farine. Première Guerre mondiale

Un porteur est une personne chargée de porter une charge ou un fardeau. La gamme de services offerts par les porteurs est vaste, allant du transport de bagages à bord d'un train (un porteur de chemin de fer) à celui de lourdes charges en altitude lors d'expéditions d'alpinisme durant plusieurs mois. Ils peuvent porter des articles sur leur dos (sac à dos) ou sur leur tête. Le mot « porteur » vient du latin portare.
Le transport à dos d'homme est le tout premier mode de déplacement de charges, antérieur à la domestication d'animaux de bât ou de trait et à  l'invention de la roue et du traîneau. Historiquement, il est resté répandu dans les zones où l'esclavage était pratiqué et perdure de nos jours là où les formes modernes de transport mécanique sont inutilisables notamment en raison de l'absence de route ou de piste, par exemple en montagne ou en forêt.
Au fil du temps, l'esclavage a diminué et la technologie a progressé, mais le rôle de porteur pour les services de transport spécialisés se maintient au XXIe siècle. Ainsi, on trouve encore des grooms dans les hôtels, dans les gares et les aéroports (porteurs de valises), ou des porteurs dans les voyages d'aventure engagés par des voyageurs étrangers.
Le portage de charge reste fréquent dans les pays où les gens doivent acheminer eux-mêmes des ressources essentielles comme l'eau, le combustible, les récoltes, etc.

## Histoire

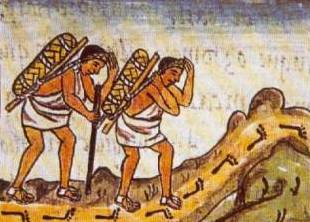
Dans le Mexique précolombien, les marchands aztèques (pochteca) faisaient transporter leurs marchandises par des porteurs (tlameme).

L'adaptabilité et la flexibilité humaines ont conduit à une utilisation précoce des humains pour le transport de charges. Les porteurs étaient couramment utilisés comme bêtes de somme dans le monde antique, lorsque le travail était généralement bon marché et l'esclavage répandu. Les anciens Sumeriens, par exemple, ont réduit en esclavage les femmes pour qu'elles filent la laine et de lin.
En Amérique, où les mammifères terrestres indigènes étaient rarement utilisés pour le transport de marchandises ou de personnes (hormis les camélidés de la Cordillère des Andes), toutes les marchandises étaient transportées par des porteurs, qui étaient appelés Tlamemeh (en) au Mexique, en nahuatl. À l'époque coloniale, certaines régions de la cordillère des Andes employaient des porteurs appelés sillero (en)s pour transporter des personnes, en particulier des Européens, ainsi que leurs bagages à travers les cols difficiles.
Partout dans le monde, les porteurs ont servi, et dans certaines régions continuent de le faire, tels que les palanquins, en particulier dans les zones urbaines surpeuplées.
De grands travaux d'ingénierie ont été créés uniquement par la force des bras dans les jours précédant les machines ou même les brouettes et les wagons ; des effectifs importants d'ouvriers et de porteurs achèveraient des travaux de terrassement impressionnants en chargeant manuellement la terre, des pierres ou des briques dans des paniers sur le dos.
En Belgique, dans la région de Liège, au XIXe siècle, les porteuses de hotte qui transportaient des marchandises ou du charbon dans un panier sur leur dos étaient appelées « botteresses » (ou « botresses »). Selon une légende tenace, les botteresses venues de Liège auraient apporté sur leur dos la terre nécessaire à la construction de la Butte du Lion de Waterloo,.

## Les porteurs aujourd'hui

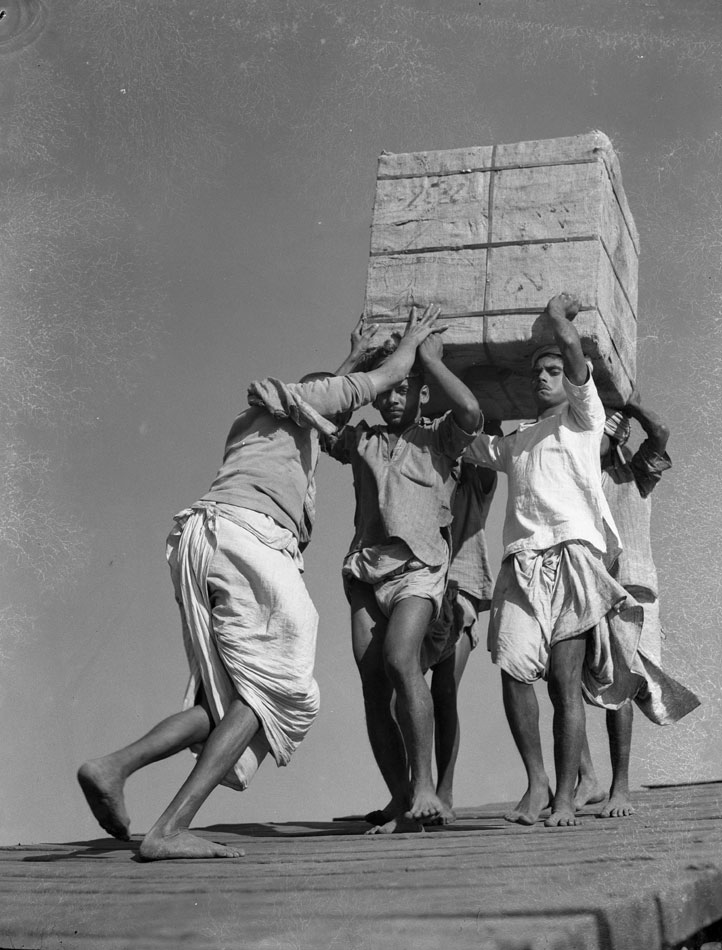
Des coolies transportant une lourde charge sur une rampe à Calcutta, en 1945.

Les porteurs sont toujours payés pour déplacer les charges dans de nombreux pays du Tiers-monde lorsque le transport motorisé est impossible ou indisponible, souvent à côté des bêtes de somme.
Le peuple Sherpa au Népal fournit un grand nombre de porteurs, si bien que leur ethnonyme est synonyme de cette profession. Leur compétence, leur connaissance des montagnes et de la culture locale, et leur capacité à s'adapter à l'altitude les rendent indispensables pour les plus hautes expéditions himalayennes.
Les porteurs présents dans les gares indiennes sont surnommés coolies, un terme qui désigne un ouvrier asiatique non qualifié dérivé du mot chinois "porter".

### En Amérique du Nord

Des portiers (skycaps) de l'aéroport Colombus aux États-Unis, en 1981.

Certains termes spécifiques au commerce sont utilisés pour des formes de porteurs en Amérique du Nord, notamment groom (portier d'hôtel), redcap (portier de gare) et skycap (portier d'aéroport).
La pratique des porteurs de gare de chemin de fer portant des casquettes de couleur rouge pour les distinguer du personnel du train à capuchon bleu ayant d'autres fonctions a commencé le jour de Labor Day 1890 par un porteur Afro-américain afin d'être plus visible au milieu de la foule de Grand Central Terminal de New York. La tactique a immédiatement porté ses fruits, elle a été adaptée au fil du temps par d'autres types de porteurs.

### En Afrique
Les porteurs sont toujours présents dans certains pays. Par exemple, à Melilla, enclave espagnole sur la côte marocaine, il est facile de rencontrer les « femmes-mulets », femmes marocaines chargées du transport au-delà de la frontière de divers produits d'occasion en provenance de l'Europe. Cette pratique est due au faible coût du travail des femmes-mulets et à une négligence de la loi, qui permet d'éviter le coût du droit de douane dû en utilisant d'autres moyens de transport.

## Alpinisme

### Asie

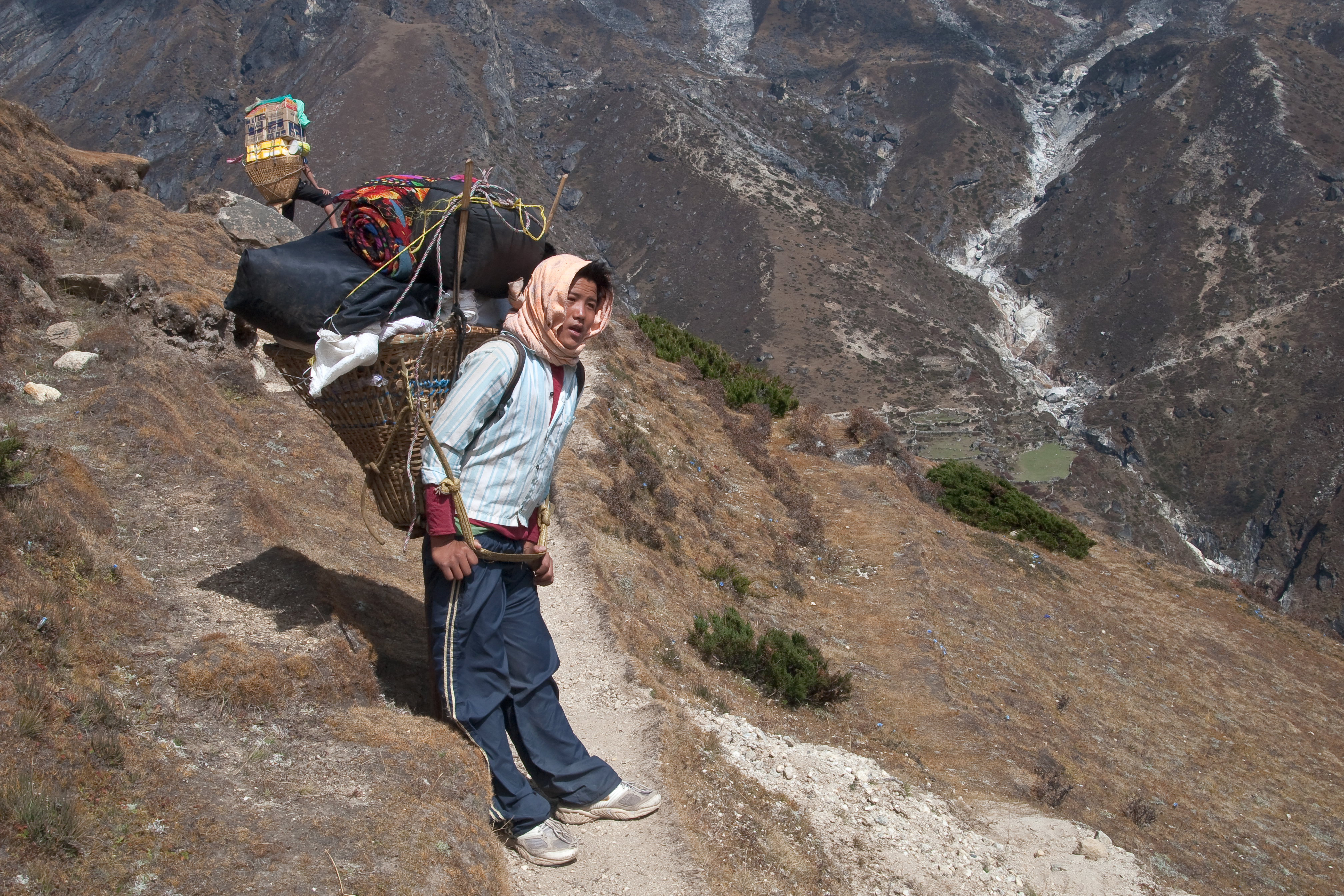
L'ethnie des Sherpas est connue pour sa longue tradition de porteurs en haute montagne.

Les porteurs, souvent appelés sherpas dans l'Himalaya (d'après le groupe ethnique dont la plupart des porteurs de l'Himalaya sont originaires), sont un maillon essentiel de l'alpinisme moderne. Les porteurs ne sont pas seulement des personnes payées pour transporter des charges mais également des professionnels hautement qualifiés qui se spécialisent dans la logistique de l'escalade.
Souvent, les porteurs travaillent pour des entreprises qui louent leurs services dans le cadre d'expéditions, pour servir à la fois de porteur et de guide de montagne. Le terme « guide » est souvent utilisé de manière interchangeable avec « sherpa » ou « porteur ». Les porteurs doivent préparer l'itinéraire avant et/ou pendant la montée de l'expédition principale, en grimpant au préalable avec des tentes, de la nourriture, de l'eau et du matériel (assez pour eux-mêmes et pour l'expédition principale), qu'ils placent dans des dépôts situés sur l'itinéraire d'accès au sommet. Cette préparation peut prendre des mois de travail avant le début de l'expédition principale. Elle implique de nombreux allers-retours entre le camp de base et les camps d'altitude. Lorsque l'itinéraire est préparé, entièrement ou par étapes, l'expédition peut commencer. 
Le jour du sommet, les porteurs restent souvent au dernier camp et ne prennent pas part à l’assaut final, ce qui signifie que seule l'expédition principale, réduite aux alpinistes et à leurs guides, a le mérite d'avoir conquis le sommet. Dans de nombreux cas, les porteurs progressent de façon autonome, posent des mains courantes et des échelles destinées à franchir les crevasses afin de faciliter la montée de l'expédition principale. Les porteurs (comme les sherpas par exemple), appartiennent souvent aux ethnies locales, habituées à la vie en montagne et acclimatées aux conditions d'oxygène raréfié.
Même si leur rôle est ingrat, les porteurs ou sherpas sont considérés comme des alpinistes qualifiés et sont généralement traités avec respect, car le succès de toute l'expédition repose en grande partie sur la qualité de leur travail. Ils sont parfois appelés à organiser des opérations de sauvetage ou amenés à redescendre les alpinistes blessés afin de sauver l'expédition. Ce fut le cas lors du désastre du K2 en 2008. Lors de l'avalanche de l'Everest de 2014, seize Sherpas sont tués, ce qui conduit la communauté des guides Sherpa à refuser, au moins temporairement, d'entreprendre de nouvelles ascensions pour le reste de l'année.

### Europe
En France, jusque dans les années 1930, la cordée-type est constituée du guide, de son client et du porteur, chargé d'alléger le client pendant l'ascension et de veiller à son confort. Outre son rôle dans la logistique de la cordée, il apprend le métier de guide et à cet égard, sa profession correspondrait dans le cursus de formation de cette époque, et toute proportion gardée, à celle d'aspirant-guide d'aujourd'hui.

## Technicité
Des études menées en 1995 au sein des Luos et Kikuyus ont démontré que les porteuses arrivaient en marchant à supporter des charges très lourdes, atteignant 60 % de leur poids. Giovanni Cavagna (en) et al. mènent une étude qui montre que ces porteuses kényanes obtiennent ce résultat en faisant osciller leur centre de gravité corporel, et non en le stabilisant. En 2016, une étude démontre que les porteurs népalais supportent le poids de leurs bagages grâce à une vitesse réduite, augmentant ainsi leur efficacité.

## Galerie

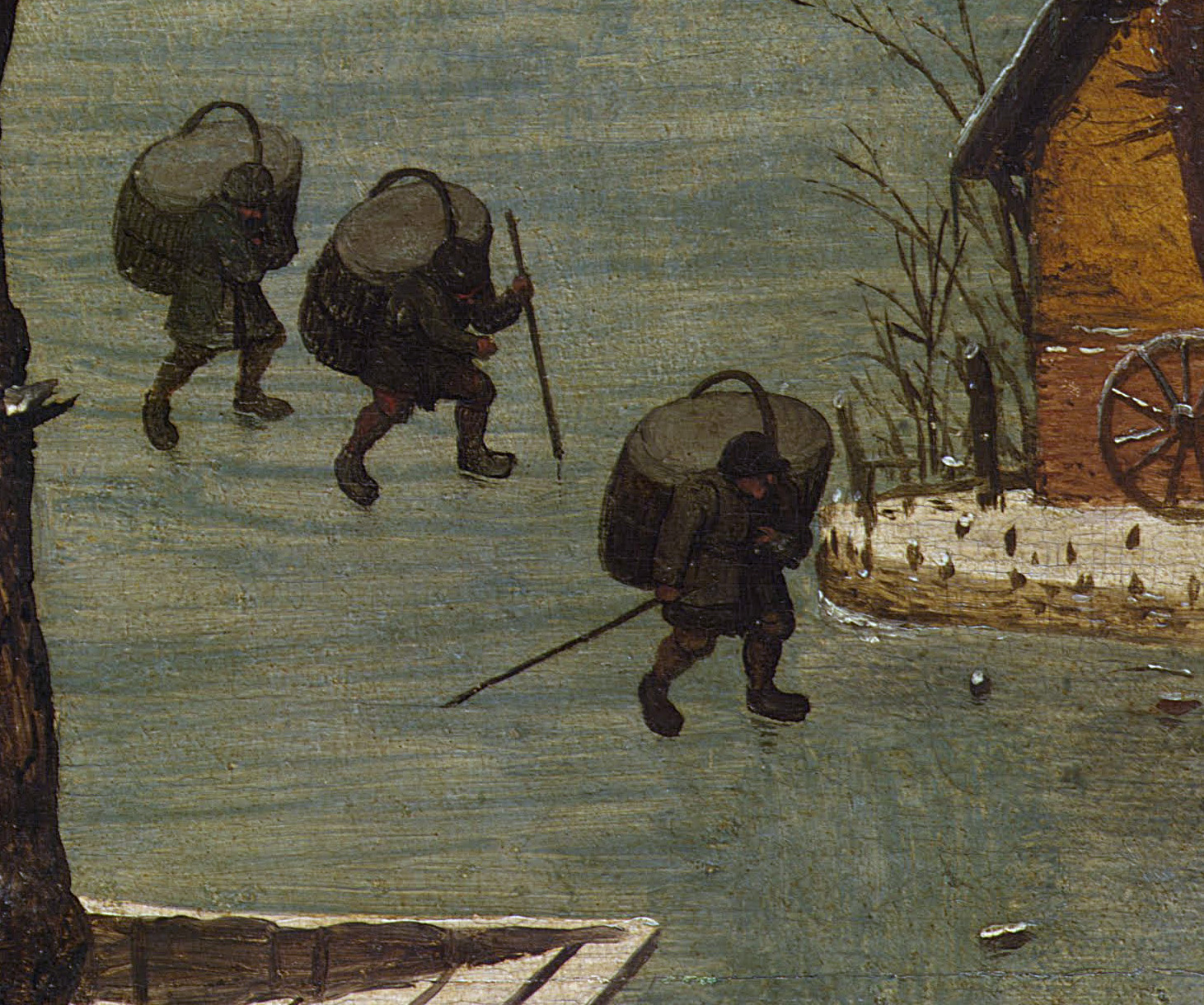
Porteurs à Bethléem, détail d'une toile de Pieter Brueghel l'Ancien, 1566.
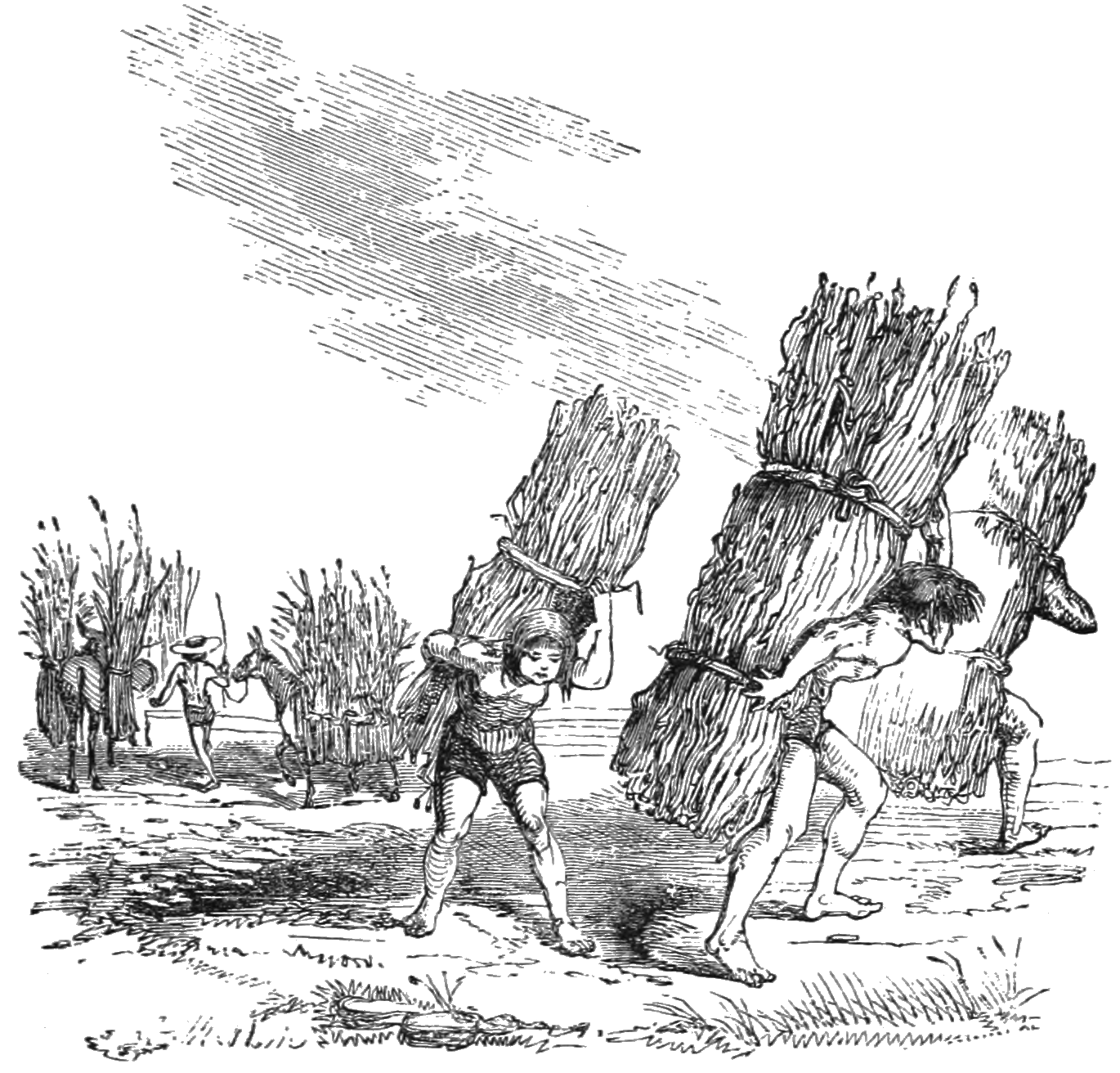
Porteurs mexicains, 1884.
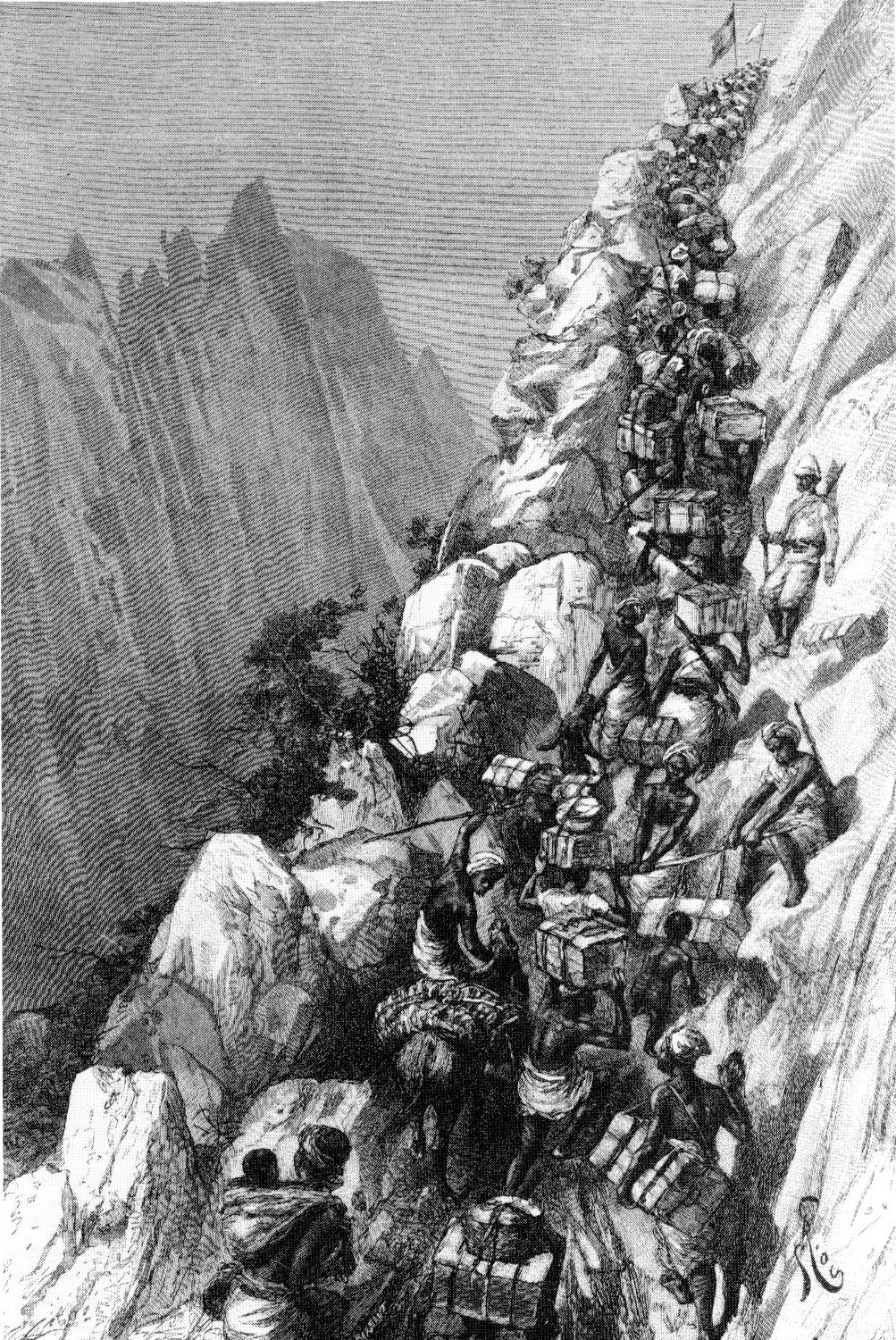
Caravane de porteurs en Afrique orientale, 1890.
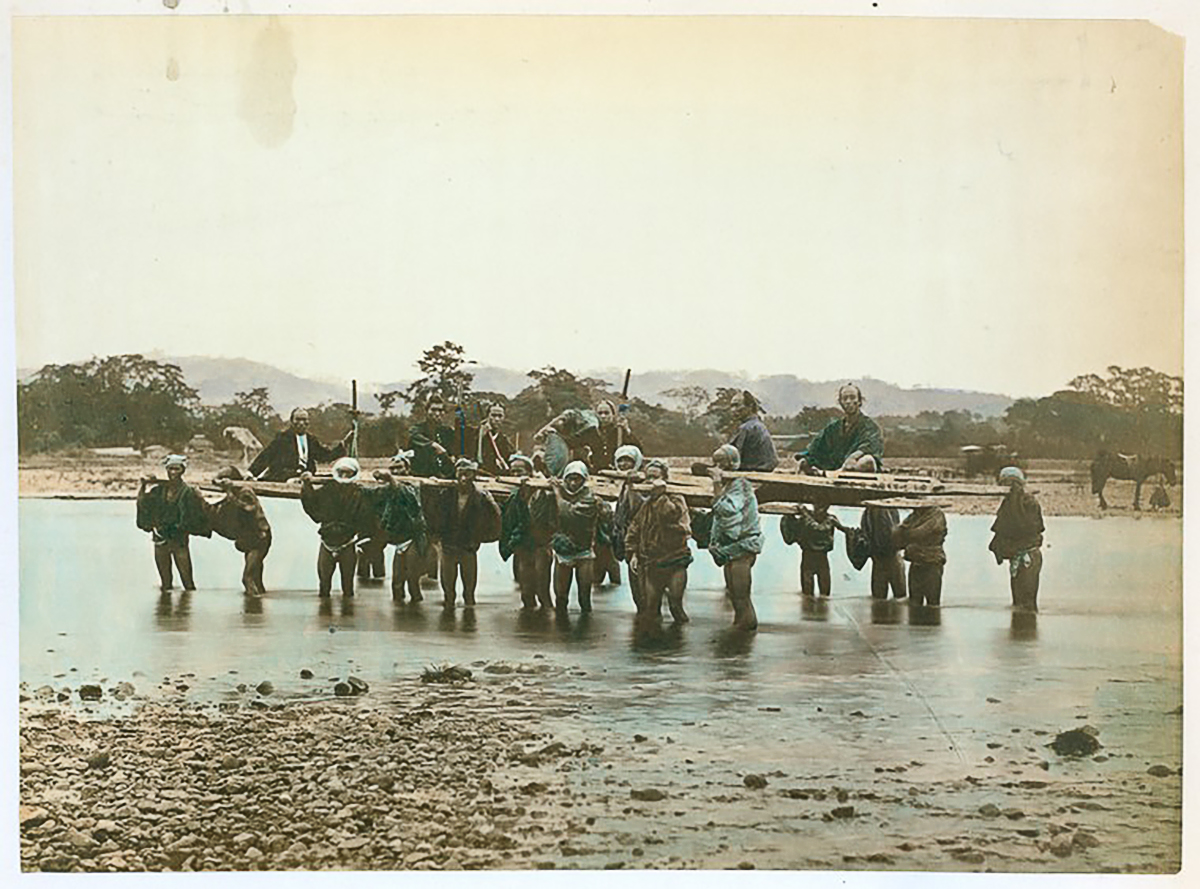
Porteurs sur les rives de la rivière Sakawa, près d'Odawara, Japon, fin du XIXe siècle.
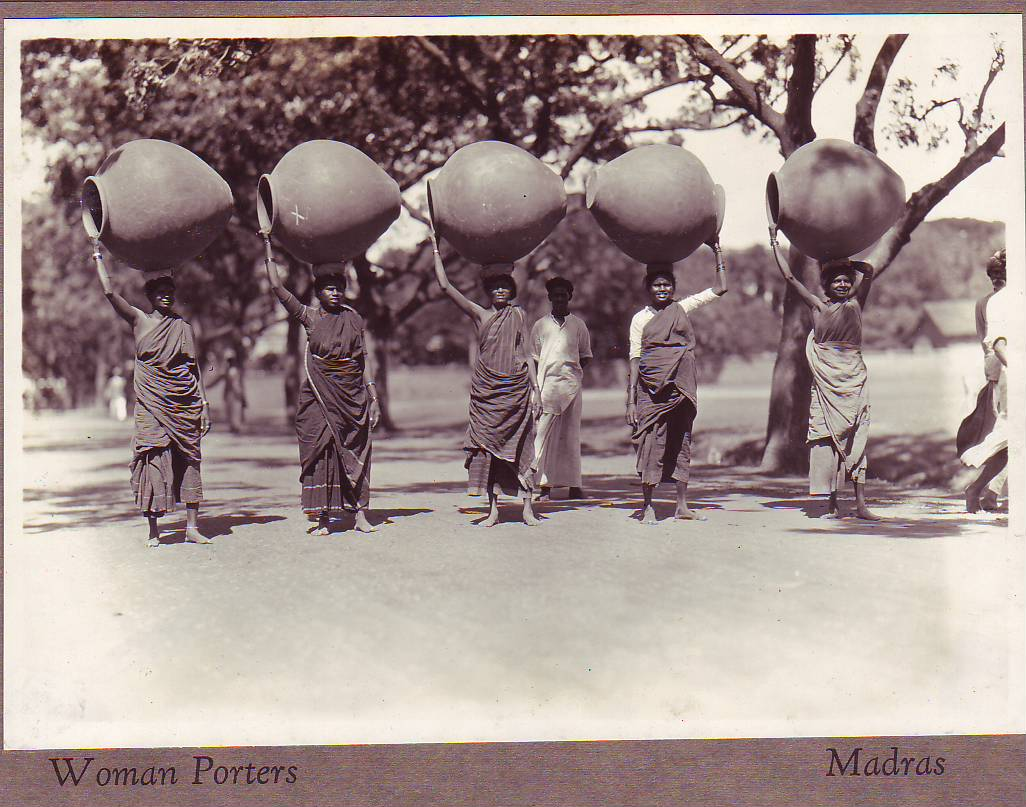
Porteuses de jarres près de Madras, Inde britannique, v. 1920.

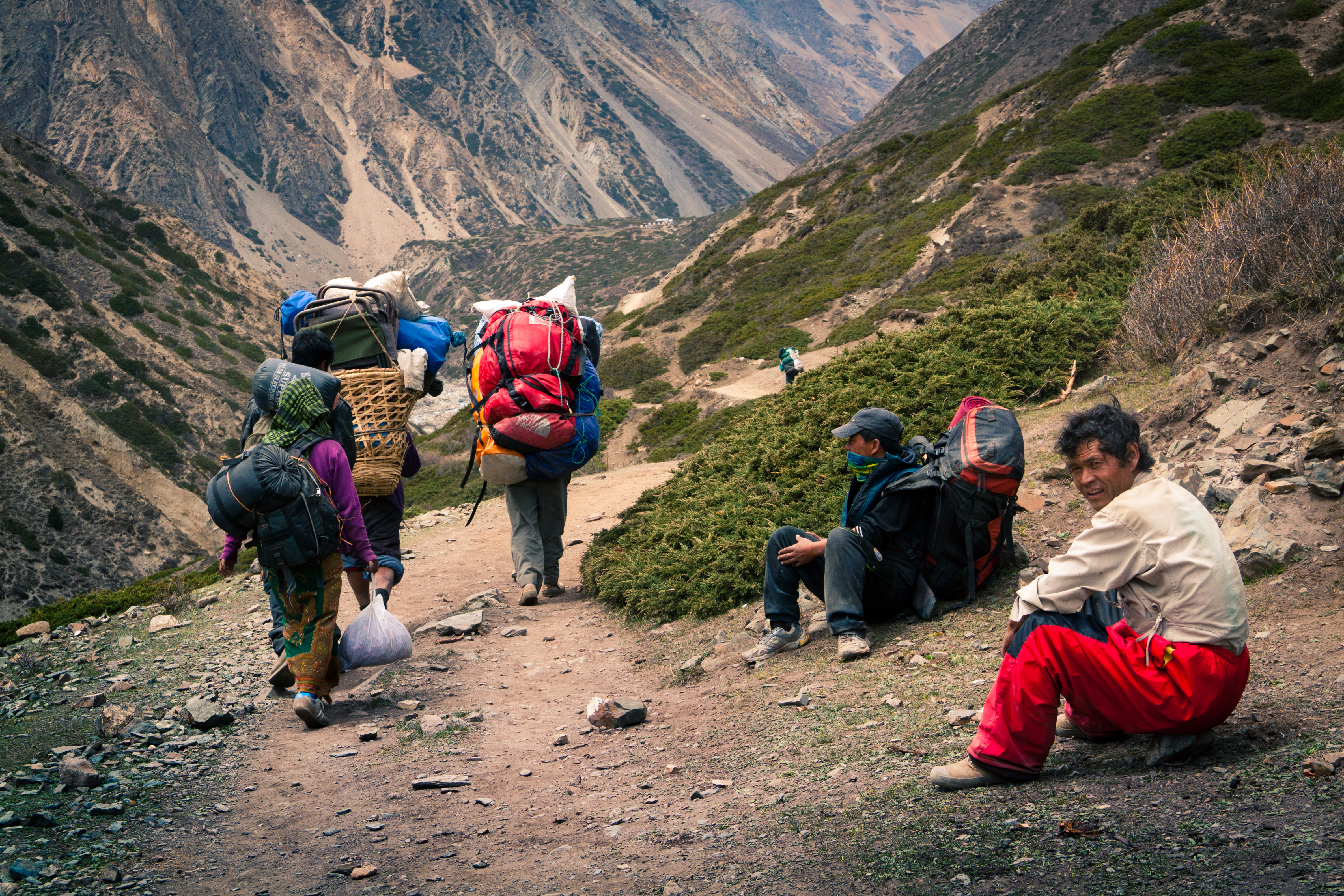
Porteurs népalais sur le circuit de l'Annapurna, 2011.
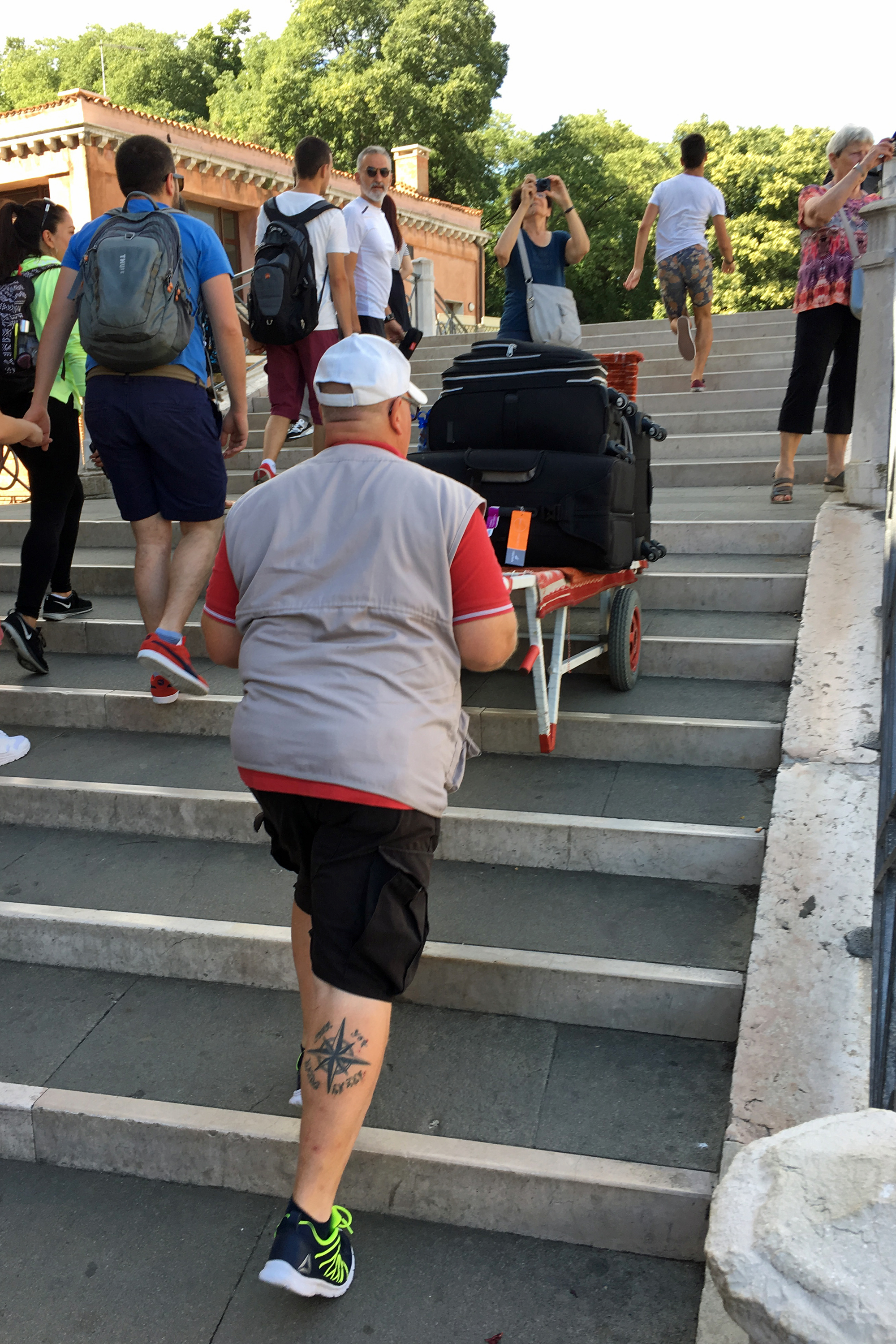
Porteur transportant des bagages sur un pont à Venise, 2017.
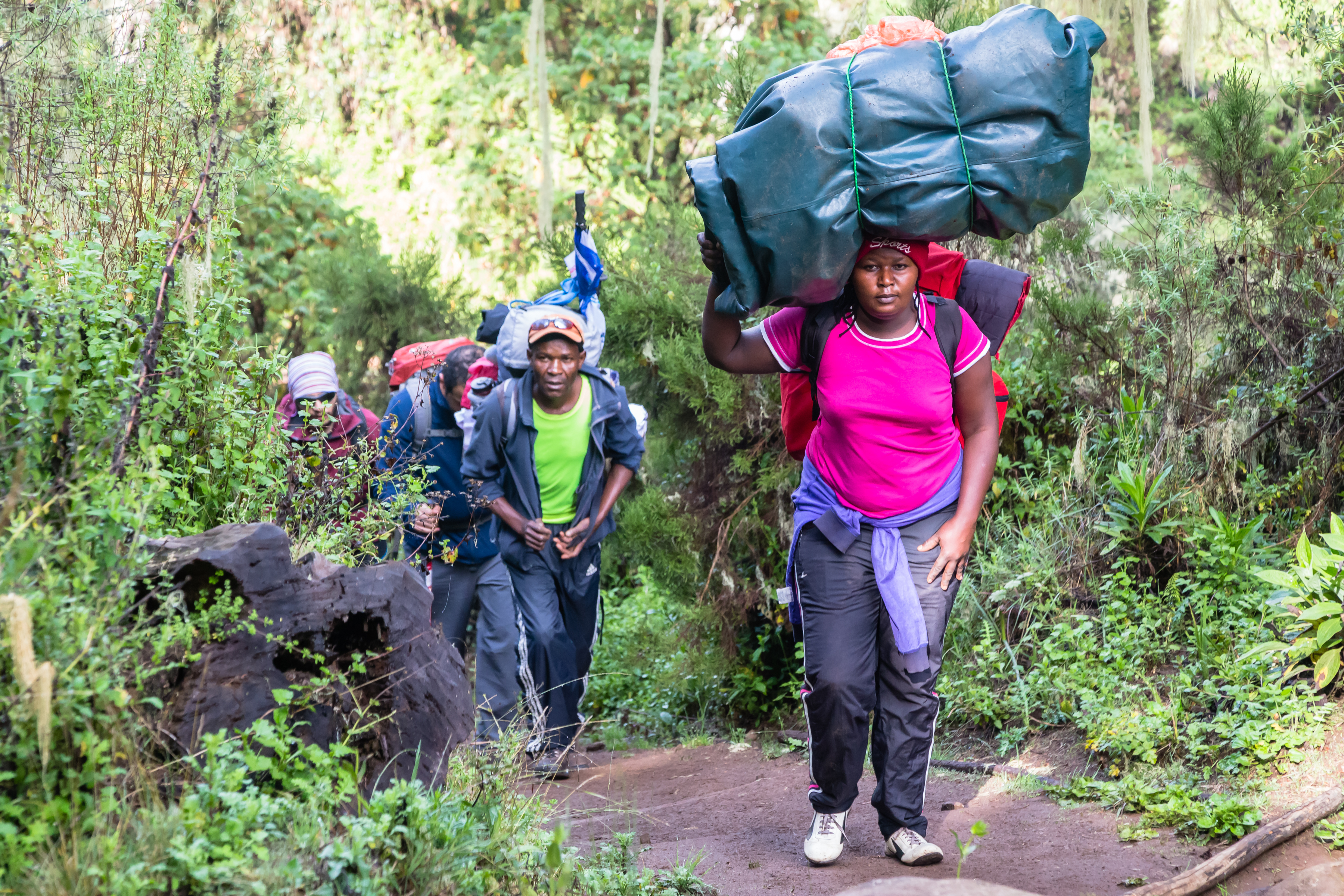
Porteur sur le Kilimandjaro, 2015.
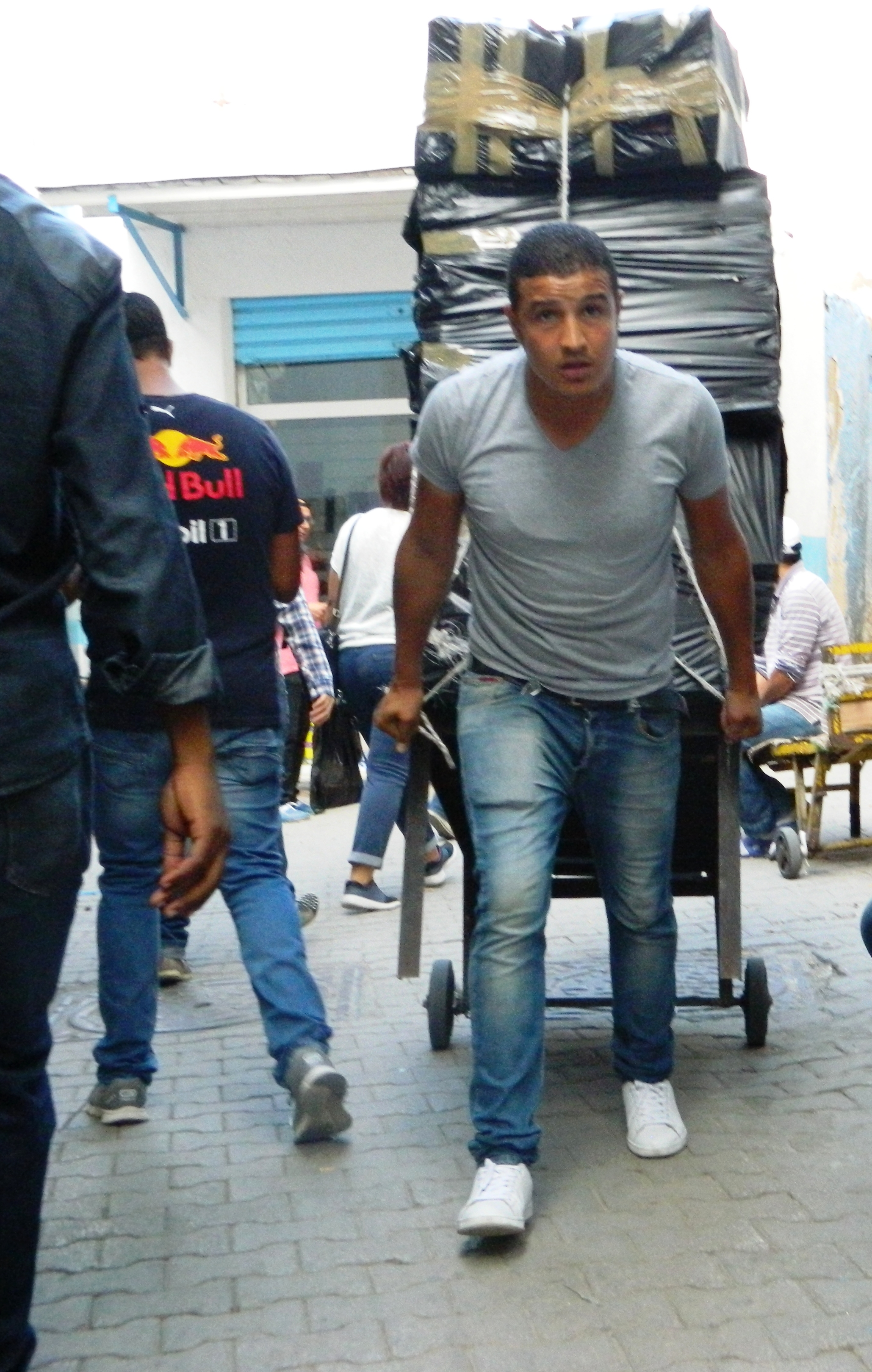
Porteur en Tunisie, 2017.

## D'autres types de porteurs
- Bardage
- Botteresse
- Porteur de piano
- Docker
- Porteur d'eau (profession)
- Sherpas
- Porteur de personne (sauvetage)
- Porteur dans une troupe d'acrobates